# Stig-Anders Svensson
Stig-Anders Svensson, folkbokförd Stig Anders Gustav Svensson, född 3 december 1945 i Råskog, Flisby församling, Jönköpings län, är en svensk lantbrukare som blev rikskänd som Hästmannen genom Peter Gerdehags och Tell Aulins naturromantiska dokumentärfilm Hästmannen.
Stig-Anders Svensson växte upp tillsammans med sin yngre syster Birgitta i Råskog Mellangård i Flisby församling. Fadern Sven Svensson (1910–1984) och modern Valborg (ogift Svensson, 1911–1988) drev lantbruk på gården som de 1951 hade förvärvat. I Peter Gerdehags och Tell Aulins första film från 2004 är Stig-Anders Svensson 59 år. Hans livsmönster präglas av föräldrarnas värderingar. Han lever ensam kvar i Råskog som han brukar utan traktorer och andra moderna redskap. Hästarna Sally, Mona och Linda är hans bästa vänner som han harvar, plöjer och drar timmer med. Stig-Anders Svenssons stillsamma liv blir dock kraftigt påverkat när en omtalad storm drar in över landet.
I augusti 2010 meddelade länsstyrelsen Svensson djurförbud efter att djurskyddsinspektören konstaterat att flera brister i djurskötseln hade uppdagats vid upprepade besiktningar. Hästmannens juridiska ombud meddelade att man ville ta ärendet prövning i EU-domstolen.
Gerdehags andra film om Hästmannen, Hästmannen – sista striden, handlade om kampen för att få behålla hästarna vilka förflyttades och sedan dog. Hösten 2014 hoppades Svensson fortfarande på att få djurförbudet hävt och därmed kunna skaffa nya hästar. Att börja med traktor fanns det inga planer på då.
Stig-Anders Svenssons djurförbud upphävdes 2023-04-26 efter en ansökan med hjälp från en djurägarorganisation. Han bor idag på äldreboendet Björkliden i Anneberg efter att han den 19 december 2022 fick en stroke och blev förlamad i stora delar av kroppen. Hans högerarm fungerar dock som vanligt, och han är klar i huvudet. I djurskyddslagen står det att Länsstyrelsen skall häva djurförbud när det inte behövs längre, vilket var fallet då Svensson drabbats av en stroke. 

## Filmografi
- 2006 – Hästmannen
- 2014 – Hästmannen – sista striden